# Carl Axel Pettersson
Carl Axel Pettersson (* 13. April 1874 in Mönsterås; † 31. Mai 1962 in Stockholm) war ein schwedischer Curler.
Pettersson spielte in der schwedischen Mannschaft bei den I. Olympischen Winterspielen 1924 in Chamonix im Curling. Die Mannschaft gewann die olympische Silbermedaille.

## Erfolge
- 2. Platz Olympische Winterspiele 1924